# Zwei gegen die Welt (1936)
Zwei gegen die Welt (Originaltitel Two Against the World, auch bekannt als One Fatal Hour) ist ein US-amerikanisches Filmmelodram aus dem Jahr 1936 unter der Regie von William C. McGann. Die Hauptrollen sind besetzt mit Humphrey Bogart, Beverly Roberts und Linda Perry. Das Buch von Michael Jacoby basiert auf dem Theaterstück Five Star Final von Louis Weitzenkorn (New York, 1930/1931). Es handelt sich um ein Remake des 1931 von Mervyn LeRoy gedrehten Films Five Star Final.
Der Daily Eagle vom 17. Juli 1936 warb folgendermaßen für den Film: „Der kaltblütige Gangster von Bullets or Ballots findet einen neuen Weg zu töten!“ Die Dailys Times schrieb am 12. April 1937: „Erfahren Sie, wie eine verhängnisvolle Nacht im Leben einer Frau dieser zwanzig Jahre später zum Verhängnis wurde.“ Des Weiteren wurde wie folgt für den Film geworben: „Sie lebte eine Lüge, die nur eine Kugel durch das Herz ihres Mannes töten konnte! Ein spannendes Drama, das Ihre Nerven bis zum Zerreißen strapaziert! Treue Liebe, die Sie zu Tränen rührt!“

## Handlung
Sherry Scott ist Sendeleiter bei einer kommerziellen Radiostation. Bertram C. Reynolds, der Eigentümer der United Broadcasting Company, baut auf die Sensationsgier seiner Zuhörer und hofft, ein größeres Publikum zu erreichen, als er mit Unterstützung seines Marketingmanagers Mr. Banning, einen zwanzig Jahre alten Mordfall wieder aufleben lässt. Mehr Zuhörer bedeutet für ihn auch mehr Gewinn. Er begründet diese Entscheidung damit, dass er im Namen des Gemeinwohls handle. So startet eine Serie über einen zwanzig Jahre zurückliegenden Mordfall, in dem Gloria Pembrook ihren reichen Ehemann tötete. Scott, ein Mann, der sich hinter einer zynischen Fassade versteckt, verspricht Reynolds, dass alles getan werde, um die Serie erfolgreich zu machen. Er übergibt die Recherchen zu dem Fall einem Team, zu dem auch Dr. Leavenworth gehört, ein hinterhältiger Reporter, der vor nichts zurückschreckt. Als Scott von seiner Sekretärin Alma Ross wissen will, was sie von dem Projekt hält, meint sie nur, dass es immer Leute geben werde, die an der Kreuzigung einer Frau Gefallen finden würden. Die Bedenken seiner Sekretärin lassen Scott nicht kalt, er kann aber nicht wirklich etwas tun, ohne seinen Job zu gefährden.
Jene Gloria Pembrook, die nun im Mittelpunkt der Radioserie stehen soll, hatte ihren ersten Ehemann, wie eine Jury seinerzeit feststellte, zu Recht erschossen. Kurz nach dem Urteil der Jury bekam Gloria eine Tochter, Edith, und heiratete erneut. Ihr Name lautet nun Martha Carstairs. Edith weiß nichts von der Vergangenheit ihrer Mutter, sie steht kurz vor einer Heirat mit Malcolm „Mal“ Sims Jr., dem Sohn einer gesellschaftlich angesehenen, reichen Familie. Als UBC die bevorstehende Serie über Gloria Pembroke ankündigt, ist Martha ebenso alarmiert wie ihr Mann Jim, der seine Frau hingebungsvoll liebt. Verzweifelt versuchen die Eheleute abzuwenden, was da auf sie zurollt, während das junge Paar keine Ahnung hat, welches Damoklesschwert über ihm schwebt. Der Reporter Leavenworth versteht es, es so aussehen zu lassen, dass er von den Carstairs für einen Mitarbeiter des Pfarrers gehalten wird, der mit ihnen über die anstehende Hochzeit von Edith sprechen will. So kommt es, dass das Ehepaar seinem Kummer gegenüber Leavenworth Luft macht. Kurz nachdem der Mann ihre Wohnung verlassen hat, hören sie mit Entsetzen die Radiosendung „Sin Doesn’t Pay by Dr. Martin Leavenworth“ („Sünde zahlt sich nicht aus“).
Scott begrüßt Leavenworths Radioreportage und kann oder will nicht nachvollziehen, dass Alma Ross völlig anderer Meinung ist. Er meint nur, dass ihm die finanzielle Sicherheit des Senders am Herzen liege. Als die Sims Leavenworths Morgensendung hören, sagen sie die Hochzeit ab, ohne vorher mit ihrem Sohn gesprochen zu haben. Martha ruft bei UBC an und bittet Reynolds inständig, die Serie einzustellen. Als er jedoch auflegt, trinkt sie aus Verzweiflung Gift. Jim Carstairs findet einen Verbündeten in Dr. McGuire, dem Pastor seiner Gemeinde, dessen Appell an die Association of Broadcasters den Vorsitzenden dazu veranlasst sofort etwas zu unternehmen, um die Reportage zu unterbinden. Tatsächlich gelingt es der Federal Communications Commission Reynolds und seinesgleichen aus dem Geschäft zu drängen. Für Jim Carstairs kommt diese Entscheidung jedoch zu spät. Als er nach Hause kommt, findet er die Leiche seiner Frau. Er schickt Edith und Mal daraufhin zur Kirche und verspricht, mit Martha nachzukommen. Seine Verzweiflung ist jedoch so groß, dass er ebenfalls Selbstmord begeht. Als ob das für die junge Edith nicht alles schon schlimm genug ist, drängen Mals Eltern darauf, dass ihr Sohn die Verlobung mit ihr auflöst. Dieser widersetzt sich dieser Forderung jedoch vehement.
Reynolds will die Serie absetzen und nach England fliehen, Banning meint jedoch, sie sei zu profitabel. Scott glaubt, dass der FCC eine Untersuchung zu Reynolds Skandalarbeit einleiten werde, worauf Leavenworth vorschlägt, Edith Geld zu geben. Als die junge Frau das Büro des Senders betritt, will sie von jedem einzelnen der vier Männer wissen, warum sie ihre Mutter getötet hätten. Scott antwortet wahrheitsgemäß, das sei aus finanziellen Gründen geschehen und um Sendezeit zu verkaufen. Edith zieht in ihrer Verzweiflung eine Waffe und schießt wild um sich. Zum Glück platzt Mal herein und nimmt seine Verlobte in die Arme. An die vier Männer gewandt meint er, dass er sie töten werde, wenn sie seinen oder den Namen seiner Frau noch einmal verwenden würden. Scott widern die Praktiken seines Vorgesetzten inzwischen jedoch so sehr an, dass er bereit ist, vor der FCC auszusagen, ebenso wie Alma Ross. Zuvor hat er Reynolds, dessen letzte Amtshandlung es war, Alma Ross zu feuern, aber noch gesagt, was er von ihm und seinen Methoden hält. Zusammen mit Alma kehrt Scott dem Sender den Rücken.

## Produktion

### Produktionsnotizen, Hintergrundinformationen
Es handelt sich um einen Film von Warner Bros. Pictures, Inc., produziert von First National. Die Dreharbeiten fanden in den Warner Brothers Burbank Studios in Burbank in Kalifornien in den USA statt.
Die Neuverfilmung des Films Five Star Final ist kürzer als das 1931 entstandene Werk mit Edward G. Robinson in der Hauptrolle, nämlich 64 statt seinerzeit 89 Minuten. Der Schauplatz wurde von einer Zeitung zu einem landesweiten Radiosender verlegt. Ein Großteil der Dialoge ist mit denen aus Five Star Final identisch. Die Namen der Figuren wurden verändert. Auch wenn die tödliche Tragödie bestehen bleibt, fügt die versprochene Invervention der neu gegründeten Federal Communications Commission einen Hoffnungsschimmer für die Zukunft hinzu, den es so in Five Star Final nicht gibt.
Laut AFI trug der Film den Arbeitstitel The Voice of Life. Die Schauspielerin Ann Tobin soll in diesem Film erstmals den Bühnennamen Linda Perry verwendet haben. Fred Jackman und Rex Wimpy waren für die Spezialeffekte verantwortlich.

### Soundtrack
- Here’s Looking at You, MusikL: M. K. Jerome
- Barcelona, Goodbye, Musik: Bernice Petkere
- Shine On, Harvest Moon, Musik: Nora Bayes; gespielt beim Ausprobieren des neuen Radios
- I Wanna Bounce Around with You, Musik: Art Kassel
- Every Now and Then, Musik: Abner Silver
- Ev’rything Depends on You, geschrieben von Charles Carpenter, Louis Dunlap und Earl ‚Fatha‘ Hines
- Alone Again, Musik: Harry MacGregor Woods
- Honey, Musik M. K. Jerome
- Love Clouds, Musik: Nathaniel Shilkret

### Veröffentlichung
Erstveröffentlicht wurde der Film am 18. Juli 1936 in den Vereinigten Staaten. Andere Quellen nennen den 11. Juli 1936 als Tag der Erstveröffentlichung. In London im Vereinigten Königreich erfolgte eine erste Veröffentlichung am 14. Juli 1936, in Australien am 20. November 1936 und im gesamten Vereinigten Königreich am 11. Januar 1937. Veröffentlicht wurde der Film zudem in den nachfolgend aufgeführten Ländern: Kanada, Polen, Russland, Sowjetunion und Venezuela.
Die deutsche Erstaufführung des Films unter dem Titel Zwei gegen die Welt fand am 17. August 1968 beim Sender WDR 3 statt.

## Kritik
Der Kritiker der New York Times verglich den Film mit dem Originalstück und befand, dass ihm die Aufrichtigkeit fehle, die das frühere Werk ausgezeichnet habe. Die Hauptrollen hingegen seien in fähigen Händen.
Alan G. Barbour führte in seiner Biografie über Humphrey Bogart aus, dass Kritiker des Films von einer ganz entschieden minderwertigen Neufassung von Five Star Final (1931) gesprochen hätten, die „einige der kindischsten Dialoge“ aufgewiesen habe, „die jemals aus Hollywood zu hören“ gewesen seien. Bogart habe wenig Gelegenheit gehabt, „etwas anderes zu tun, als sich aufrecht und entschlossen zu geben, während er sich durch einen dieser Butterbrotfilme von Warner Brothers gearbeitet“ habe.
Derek Winnert stellte fest, dass die Geschichte über Enthüllungsmedien, die belastendes Material über unschuldige Menschen ausgraben, unglaublich aktuell sei, hier aber ziemlich schlicht, schwerfällig und langweilig erzählt worden sei. Der Film sei mit „reichlich knallharter Action“ beworben worden, sei in Wirklichkeit aber gar nicht diese Art von Film. Der Film sei kurz, leicht zu verstehen und ziehe in der zweiten Hälfte an, sodass er interessant werde und Wirkung zeige. Und er habe einen Star, dem man immer gerne zuschaue. Bogart schaffe es, den Film sehenswert zu machen, aber selbst er könne die grundlegende Alltäglichkeit des Films nicht verbergen. Für einen solch alten Film bleibe er jedoch immer noch faszinierend, relevant und frisch.
Frank Showalter befasste sich auf der Seite Frank’s Movie Log mit dem Film und meinte, Bogart vermittle in seiner Darstellung einen guten Mann, der sich hinter einer zynischen Fassade verberge, eine Persönlichkeit, die einige seiner größten Rollen definieren würde. Dies sei allerdings keine dieser Rollen. Selbst Bogart könne dem blechernen Drehbuch nicht entkommen. Showalter lobte die Darstellung von Harry Hayden, der den aalglatten Reporter Leavenworth spielt, und ihn an Edward Van Sloans Van Helsing in Dracula erinnere. Hayden übertreffe Karloffs Darstellung im Original sogar noch. Mögliche Verbesserungen könnten das übertriebene Melodram allerdings nicht wettmachen. Keine der Figuren besitze auch nur das geringste Charisma. Das Drehbuch behalte den ganzen Film hindurch seine blecherne Liebe zur Erklärung bei.
Der Filmdienst sprach von einem „sozialkritischen Film“ über Radioreporter, der „von der Machart“ her, „wenig bemerkenswert“ sei, aber „beachtlich wegen der Schärfe und Bissigkeit, mit der er den kommerziellen Ungeist des Sensationsjournalismus im Rundfunk“ angreife. Weiter hieß es: „Der Selbstmord der Betroffenen scheint etwas überkonstruiert und wenig nachvollziehbar. Trotz Mängel und zu vieler Klischees interessiert der Film auch heute noch wegen der Themen Massenkommunikationsmittel und Kommerz.“